# Pápai rezerváció
A pápai rezerváció az az intézmény, amellyel a pápa magának tartja fenn a főpapi méltóság és a vele járó javadalom betöltésének jogát a főkegyúri jog és a kánoni választás ellenében is.